# Manuel Armando Ferraz
Manuel Armando Ferraz (Lisbona, 19 aprile 1897 – Lisbona, 23 aprile 1971) è stato un ammiraglio portoghese, particolarmente distintosi come primo ufficiale del dragamine Augusto del Castilho nel corso della prima guerra mondiale quando la sua nave fu affondata dal sommergibile tedesco U-139 al comando di Lothar von Arnauld de la Perière. Nelle fasi finali della seconda guerra mondiale comandò la forza navale che  riportò sotto la sovranità portoghese Timor est. Dal  dal giugno 1947 al novembre 1949 fu comandante della Accademia Navale e poi divenne Comandante in Capo della Forza Navale Metropolitana. Insignito del Gran collare dell'Ordine militare di San Benedetto d'Avis.

## Biografia
Nacque a Lisbona il 19 aprile 1897. Frequentò la Escola Naval da cui uscì nel 1915 con il grado di guardiamarina. Iniziò la sua carriera navale in occasione dell'entrata del Portogallo nella Grande Guerra. Fece parte dell'equipaggio dell'incrociatore ausiliario Gil Eanes,m ricevendo un encomio,  successivamente, del cacciatorpediniere Tejo. Durante il periodo della guerra (dal settembre 1917 al settembre 1918), il Tejo navigò attraverso zone pericolose infestate dai sottomarini nemici, fornendo scorta all'incrociatore ausiliario Pedro Nunes e a diverse navi mercantili.
Fu poi primo ufficiale sul dragamine ausiliario Augusto del Castilho, un peschereccio convertito. Il 14 ottobre 1918 la Augusto del Castilho, al comando del primo tenente José Botelho de Carvalho Araújo, si trovava di scorta al cargo São Miguel, che navigava da Funchal a Ponta Delgada con oltre 200 passeggeri e 54 membri dell'equipaggio a bordo. Qual giorno il sommergibile tedesco U-139, comando di Lothar von Arnauld de la Perière, andò all'attacco delle navi portoghesi. In questo scontro, durato circa due ore, il comandante Carvalho Araújo e sei dei suoi uomini persero la vita, mentre il dragamine Augusto de Castilho, dopo essere stato saccheggiato dai tedeschi, fu affondato con cariche esplosive a 200 miglia dalle Azzorre. Rimasto ferito, guidò i 12 sopravvissuti, quasi tutti feriti, senza strumenti nautici, senza vele e quasi senza provviste né acqua, che vissero per una settimana su una piccola zattera. Fu poi promosso sottotenente, senza pregiudizio per la sua anzianità, e decorato con la Croce di III classe dell'Ordine della Torre e della Spada, la  Medalha da Cruz de Guerra di I classe e la Medaglia al coraggio, all'altruismo e all'umanità in oro.  Il sovrano britannico Giorgio V gli conferì anche la Distinguished Service Cross.
Dopo la fine della guerra, e dopo un breve periodo come ufficiale d'ordinanza agli ordini del Presidente della Repubblica, ammiraglio João do Canto e Castro, prestò servizio presso la Stazione navale di Macao dal 1919 al 1925, dove ricoprì il ruolo di comandante della lancia Macao e, come sottotenente, della cannoniera Pátria. Ritornato in Europa, comandò la torpediniera Mondego e successivamente il gruppo torpediniere. Erano trascorsi solo due anni dal suo soggiorno in Estremo Oriente, e tornò nei Territori d'Oltremare dal 1928 al 1930, ricoprendo il ruolo di Capitano di Porto del Mozambico. Per due anni fu comandante della cannoniera Quanza, passando lunghi periodi in mare. Collaborò con il governo della colonia di São Tomé e Príncipe nell'adozione di misure che consentirono il rapido ripristino della tranquillità a Príncipe senza gravi disordini o repressioni violente (eventi accaduti tra aprile e giugno 1932).
Promosso a capitano-tenente nel 1933, assunse il comando dell'avviso di seconda classe Repubblica, prestando servizio anche, da febbraio a settembre 1935, come comandante della Stazione navale dell'Angola. Sbarcò nel 1937 per assumere la direzione del Dipartimento Marittimo dell'Angola. Per quattro anni svolse intenso ed efficace lavoro, specie nell'esecuzione del piano del faro costiero e in altre missioni di servizio, venendo decorato con la Medaglia al merito d'oltremare in oro.
Nel frattempo si era in piena seconda guerra mondiale, e con il grado di capitano di fregata si imbarcò come comandante dell'avviso di seconda classe Gonçalo Velho fino al 1944 e, dopo essere stato promosso a capitano di vascello, dell'avviso  di prima classe Bartolomeu Dias, incarico che mantenne fino all'aprile del 1947. Posto al comando del gruppo di navi destinate a ripristinare la sovranità portoghese su Timor Est, salpò con il Bartolomeu Dias (nave ammiraglia), l'Alfonso Albuquerque e il Gonçalves Zarco, ed arrivò a Dili nel settembre 1945. Decorato con la Medalha Militar de Serviços Distintos in argento, fu comandante dell'Accademia Navale dal giugno 1947 al novembre 1949, seguito dall'incarico di Comandante in Capo della Forza Navale Metropolitana. Promosso contrammiraglio nel 1953, prestò servizio come Vicecapo di stato maggiore della Marina e Ispettore della Marina. Nel 1957, il Consiglio Sanitario della Marina lo dichiarò inabile al servizio attivo e fu quindi assegnato alla riserva, dove prestò servizio come membro del Consiglio superiore di disciplina  fino al 1961. Posto definitivamente in congedo nel 1967, si spense nella Capitale il 23 aprile 1971.